# Dan Lindholm
Dan Bjarne Valdemar Lindholm, född 21 januari 1953 i Borgå, är en finländsk läkare.
Lindholm blev medicine doktor 1984. Han utnämndes 1995 till professor i neurobiologi vid Uppsala universitet och blev 2004 heltidsanställd chef för av det medicinska forskningsinstitutet Minerva på Biomedicum i Helsingfors. Sedan 2006 innehar han den svenskspråkiga professuren i cell- och molekylbiologi vid biovetenskapliga fakulteten vid Helsingfors universitet. Han har bedrivit omfattande forskningar inom basal neurovetenskap.